# 브루클린-배터리 터널

로고

브루클린-배터리 터널(Brooklyn–Battery Tunnel)은 뉴욕 이스트 강에 있는 터널이다. 브루클린과 맨해튼을 연결하며, 총 길이는 2,779m로, 북아메리카에서 제일 긴 해저터널이다.